# Manoia, Gabrovo
Manoia (în bulgară Маноя) este un sat în comuna Dreanovo, regiunea Gabrovo,  Bulgaria. 

## Demografie
Componența etnică a satului Manoia
     Bulgari (95,45%)
     Nicio identificare (4,54%)
     Altele (0%)
La recensământul din 2011, populația satului Manoia era de 44 locuitori. Din punct de vedere etnic, majoritatea locuitorilor (95,45%) erau bulgari. Pentru 4,54% din locuitori nu este cunoscută apartenența etnică.